# 13-я ракетная дивизия
13-я ракетная Оренбургская Краснознамённая дивизия (войсковая часть 68545) — соединение в составе 31-й ракетной армии Ракетных войск стратегического назначения, расположенная в городе Ясный, ЗАТО Комаровский Оренбургской области.
Дислокация дивизии выбрана (1964) специально для размещения Р-36. Современное вооружение — Авангард (ракетный комплекс). Командир 13-й ракетной дивизии - генерал-майор Гиносян Михаил Фрунзевич. 

## История
Когда в 1964 — 1965 годах начала формироваться дивизия, города Ясный ещё не было. Был небольшой посёлок строителей будущего комбината «Оренбургасбест». Рядом же был районный центр Домбаровский, куда вначале адресовалась вся почта, грузы и так далее. Поэтому во всех документах для дивизии писалось: пгт Домбаровский Оренбургская область. Жилой городок дивизии и всю инфраструктуру размещали рядом со строящимся комбинатом, так как туда уже была подведена железнодорожная ветка, что существенно упрощало проведение всех строительных работ. Со временем посёлок строителей вырос в город Ясный. Отсюда у некоторых возникает путаница: то ли Домбаровский, то ли Ясный. Документы, приходящие в дивизию, имеют иногда и тот, и другой почтовый адрес.
Управление дивизии сформировано в феврале 1965 года в составе ракетного Оренбургского корпуса на базе оперативной группы соединения.
- 27.11.1966 года заступили на боевое дежурство управление дивизии, полки и части обеспечения.
- 22.02.1968 года указом Президиума Верховного Совета СССР дивизия награждена орденом Красного Знамени.
- БСП-3 и БСП-5 42-й ракетной дивизии в 1969 году отправлены в Домбаровский.
- 25.12.1974 года заступил на боевое дежурство первый в РВСН 621-й ракетный полк, оснащённый Р-36М; командир — подполковник Горьковенко Николай Иванович.[1]
- 30.11.1975 года заступил на боевое дежурство первый в РВСН 368-й ракетный полк, оснащённый Р-36М в ШПУ повышенной защищённости; командир — подполковник Григорьев Алексей Алексеевич.[1]
- Примерно 25.12.1975 года заступил на боевое дежурство первый в СССР ракетный полк, оснащённый РС-10.
- К 1977 году 9 полков по 6 ШПУ и один полк с 10 ШПУ.
- 18.09.1979 года заступил на боевое дежурство первый в дивизии ракетный полк, оснащённый Р-36М УТТХ.
- 30.07.1988 года заступил на боевое дежурство первый в РВСН ракетный полк, оснащённый Р-36М2.

Ракетные полки дивизии в 1992 году:
- 621-й ракетный полк с 10-ю ШПУ Р-36М УТТХ;
- 368-й ракетный полк с 6-ю ШПУ Р-36М2;
- 206-й ракетный полк с 6-ю ШПУ Р-36М2;
- 494-й ракетный полк с 6-ю ШПУ Р-36М2;
- 175-й ракетный полк с 6-ю ШПУ Р-36М2;
- 495-й ракетный полк с 6-ю ШПУ Р-36М;
- 774-й ракетный полк с 6-ю ШПУ Р-36М УТТХ;
- 767-й ракетный полк с 6-ю ШПУ Р-36М2;
- 252-й ракетный полк с 6-ю ШПУ Р-36М;
- 565-й ракетный полк с 6-ю ШПУ Р-36М УТТХ.

В 1995—1996 годах сняты с боевого дежурства и расформированы 495-й и 252-й ракетные полки.
В 1999 году дивизии присвоено почётное наименование «Оренбургская».

## Состав
На начало 2004 года в составе дивизии находились:
- управление (штаб)
- 8 ракетных полков
- Техническая ракетная база
- Ремонтно-техническая база — хранение и сборка специзделий
- Отдельный батальон боевого обеспечения
- Отдельная вертолётная эскадрилья
- База тылового обеспечения
- База регламента средств связи
- Резервный узел связи РУС — также Запасной командный пункт (ЗКП)
- Отдельная эксплуатационно-ремонтная группа
- Дивизионная автомобильная ремонтная мастерская
- Отдельный учебный дивизион
- Военный госпиталь

В 2004 году снят с боевого дежурства и расформирован 565-й ракетный полк.
В 2008 году сняты с боевого дежурства и поставлен на перевооружение 621-й ракетный полк.
В 2008 году снят с боевого дежурства и расформирован 774-й ракетный полк.
На 2017 год в составе ракетной дивизии находились:
- управление (штаб)
- 5 ракетных полков по 6 ШПУ с ракетами Р-36М2 (368-й ракетный полк (в/ч 07393), 621-й ракетный полк (в/ч 34074), 494-й ракетный полк (в/ч 39986), 175-й ракетный полк (в/ч 95853, с 1969 года — в/ч 26164), 767-й ракетный полк (в/ч 05205, с 1969 года — в/ч 21424))[источник не указан 2036 дней]
- узел связи
- группа регламента средств связи (средств боевого управления и связи)
- авиационная комендатура
- батальон боевого обеспечения
- эксплуатационная техническая комендатура
- батальон материально-технического обеспечения
- эксплуатационная комендатура
- техническая ракетная база
- ремонтно-техническая база
- батальон охраны и разведки
- военный госпиталь
- узел комплексного технического обслуживания
- станция фельдъегерско-почтовой связи
- учебная рота
- испытательная база

В 2024 году Узел связи переформирован в Батальон (средств боевого управления и связи).

## Командование[2]

### Командиры
- генерал-майор Чаплыгин, Дмитрий Харитонович
- генерал-майор Сергунин, Юрий Николаевич
- генерал-майор Маркитан, Ремус Васильевич
- генерал-майор Меметов, Таль-Ат Аметович
- генерал-майор Валынкин, Игорь Николаевич
- генерал-майор Негашев, Владимир Иванович
- генерал-майор Вакуленко, Виктор Александрович
- генерал-майор Воронин, Александр Иванович
- генерал-майор Виговский, Владимир Иосифович
- генерал-майор Кириллов, Владимир Александрович
- генерал-майор Скляр, Юрий Иванович
- генерал-майор Коннов, Алексей Дмитриевич
- полковник Касьяненко, Александр Владимирович
- полковник Коноваленков, Евгений Владимирович
- генерал-майор Лопатин, Сергей Николаевич
- генерал-майор Черевко, Андрей Николаевич
- генерал-майор Гиносян Михаил Фрунзевич

## Вооружение
В разные годы на основном вооружении дивизии состояли:
- С 1966 по 1978 гг. — Р-36 (8К67)
- С 1974 по 1996 гг. — Р-36М (15А14)
- С 1979 по 2008 гг. — Р-36М УТТХ (15А18)
- С 1988 по н.в. — Р-36М2 (15А18М)
- С 2020 года — РС-28